# Потапов, Пётр Матвеевич
Пётр Матвеевич Потапов (1917—1945) — советский военный лётчик. Участник Великой Отечественной войны. Герой Советского Союза (1946). Гвардии старший лейтенант. 6 января 1945 года в городе Будапеште (Венгрия) на штурмовике Ил-2 огненным тараном уничтожил вражескую зенитную батарею.

## Биография
Пётр Матвеевич Потапов родился 19 декабря 1917 года в селе Обшаровка Самарского уезда Самарской губернии Советской России (ныне село Приволжского района Самарской области Российской Федерации) в семье рабочего-железнодорожника Матвея Тимофеевича Потапова. Русский. Окончил 7 классов школы в 1933 году и школу фабрично-заводского ученичества № 6 в Самаре в 1935 году. С апреля 1935 года работал токарем-шлифовальщиком в цехе № 11 завода имени Масленникова (ЗИМ). Участвовал в стахановском движении. Без отрыва от производства занимался в Куйбышевском аэроклубе.
В ряды Рабоче-крестьянской Красной Армии П. М. Потапов был призван в мае 1940 года и направлен в Энгельсскую военную авиационную школу пилотов. После её окончания в мае 1942 года старший сержант П. М. Потапов проходил стажировку в запасном авиационном полку, где освоил штурмовик Ил-2. В действующей армии Пётр Матвеевич с 26 октября 1942 года в составе 873-го штурмового авиационного полка 231-й штурмовой авиационной дивизии 2-го штурмового авиационного корпуса 3-й воздушной армии Калининского фронта. В боях с немецко-фашистскими захватчиками старший сержант П. М. Потапов участвовал с 4 декабря 1942 года. Воевал на штурмовике Ил-2. Боевое крещение принял в Великолукской операции, совершив в период с 4.12.1942 по 8.01.1943 5 боевых вылетов на штурмовку скоплений войск противника и его военной инфраструктуры в районе города Белого, Великих Лук и посёлка Оленино, в ходе которых лично уничтожил до 5 автомашин с живой силой и военными грузами. При налёте на железнодорожную станцию Великие Луки 23 декабря 1942 года Пётр Матвеевич уничтожил до 5 вагонов с боеприпасами, подавил две точки зенитной артиллерии, разбомбил штаб немецкой части и создал три крупных очага пожара. При возвращении на свой аэродром группа из 6 Ил-2, в составе которой был и старший сержант Потапов, была перехвачена истребителями противника. Пётр Матвеевич в воздушном бою был ранен в руку, а его Ил-2 был подбит и загорелся. Но лётчик смог дотянуть до линии фронта и посадить горящий самолёт на своей территории.
Весной 1943 года П. М. Потапов прошёл переаттестацию, и 18 мая 1943 года ему было присвоено звание младшего лейтенанта. Вслед за этим он был назначен на должность командира звена. 29 июня 1943 года 2-й штурмовой авиационный корпус был переброшен на Западный фронт и включён в состав 1-й воздушной армии. В июле 1943 года младший лейтенант П. М. Потапов участвовал в боях под Жиздрой в ходе Орловской операции Курской битвы. В период с 13 по 20 июля 1943 года он совершил 10 боевых вылетов. В результате бомбово-штурмовых ударов в районах Зикеево, Ловать, Щигры, Фролово, Барановка Пётр Матвеевич уничтожил 5 автомашин с войсками и грузами, 2 танка, склад с боеприпасами, подавил огонь 2 точек малокалиберной зенитной артиллерии, создал 6 крупных очагов пожара, рассеял и частично уничтожил до двух взводов немецкой пехоты. При штурмовке вражеского эшелона на станции Судимир в результате его действий было зафиксировано три мощных взрыва. За отличие в боях младший лейтенант Потапов был награждён орденом Красной Звезды, а 1 августа 1943 года ему присвоили звание лейтенанта. В августе-октябре 1943 года лейтенант Потапов участвовал в Смоленской операции Западного фронта. В ходе наступления на спас-демянском и рославльском направлениях экипаж Петра Матвеевича уничтожил 8 танков, 9 автомашин с войсками и грузами, 7 орудий полевой артиллерии, 6 миномётных батарей, 11 точек малокалиберной и крупнокалиберной зенитной артиллерии, 10 подвод с боеприпасами, 2 склада с горючим, до 10 блиндажей, создал 10 очагов пожара, рассеял и частично уничтожил до батальона живой силы противника. В ходе Смоленской операции лейтенант П. М. Потапов трижды выполнял ответственные задания командования по разведке боем переднего края противника. 6 раз он приводил повреждённый зенитным огнём самолёт на свой аэродром. Трижды Пётр Матвеевич участвовал в групповых воздушных боях с немецкими истребителями.
До весны 1944 года 2-й штурмовой авиационный корпус действовал в восточных районах Белорусской ССР на витебском и оршанском направлениях. 1 апреля 1944 года он был выведен из состава 1-й воздушной армии и переброшен на 2-й Украинский фронт, где включился в Уманско-Ботошанскую операцию в составе 5-й воздушной армии. В преддверии Ясско-Кишинёвской операции лейтенант П. М. Потапов, ставший к этому времени одним из лучших лётчиков в полку, активно привлекался командованием 5-й воздушной армии к разведывательным полётам. Неоднократно Пётр Матвеевич в неблагоприятных погодных условиях добывал ценные разведданные. По обнаруженным им целям полки 231-й штурмовой авиационной дивизии нередко осуществляли боевую работу на протяжении целого дня. Среди наиболее успешных разведывательных полётов лейтенанта П. М. Потапова был боевой вылет 2 мая 1944 года. В условиях низкой облачности и ограниченной видимости под плотным огнём зенитной артиллерии и в условиях противодействия истребителей противника Пётр Матвеевич, действуя на малых высотах, произвёл фотографирование переднего края немецкой обороны северо-восточнее Ясс в районе Мовилени — Вултури — Куза-Водэ. 19 мая 1944 года, действуя в тылу противника без прикрытия истребителей, в плохих погодных условиях он вскрыл подход резервов неприятеля к Яссам по автомагистралям Поду-Иолаей — Пашкани и Поду-Илоаей — Роман. Во время полёта он также обнаружил переправу немецкой автоколонны через реку Китили в районе населённого пункта Джиров, и несмотря на противодействие истребителей противника, произвёл её штурмовку, уничтожив до 10 автомашин с войсками и грузами. 14 июня 1944 года во время выполнения боевого задания по разведке передвижения вражеской мотопехоты и танков лейтенант Потапов обнаружил разгрузку эшелона с боеприпасами на станции Мирчешти, а в районе Тыргу-Фрамос зафиксировал крупное скопление танков. По обнаруженным целям работала 7-я гвардейская штурмовая авиационная дивизия 2-го штурмового авиационного корпуса. В знак признания заслуг П. М. Потапова ему был доверено совершить юбилейный 1000 боевой вылет дивизии.
В начале августа 1944 года П. М. Потапову было присвоено звание старшего лейтенанта. Пётр Матвеевич был переведён на должность заместителя командира авиационной эскадрильи с одновременным назначением на должность штурмана эскадрильи. В августе 1944 года старший лейтенант П. М. Потапов неоднократно водил группы Ил-2 на штурмовку войск противника в ходе Ясско-Кишинёвской операции. Всего к сентябрю 1944 года Пётр Матвеевич совершил 92 боевых вылета, в том числе 37 — на разведку. В ходе штурмовок им было уничтожеено 16 танков, 30 автомашин с войсками и грузами, 40 подвод с военным имуществом, 7 железнодорожных вагонов, 1 паровоз, 7 орудий полевой артиллерии, 6 миномётных батарей, 1 самолёт на аэродроме, 2 склада с горючим и около 385 солдат и офицеров противника. Экипаж старшего лейтенанта П. М. Потапова участвовал в семи воздушных боях, в ходе которых сбил один истребитель противника (Ме-109). 7 июня 1944 года командир полка майор Е. Г. Валенюк представил Петра Матвеевича к званию Героя Советского Союза, однако награждение задержалось. С конца августа до начала октября 1944 года старший лейтенант П. М. Потапов участвовал в освобождении Румынии. В ходе Бухарестско-Арадской операции он в составе своего подразделения освобождал город Орадя. В октябре 1944 года Пётр Матвеевич участвовал в разгроме немецкой группы армий «Юг» в ходе Дебереценской операции, освобождал город Дебрецен. За образцовое выполнение заданий командования на фронте борьбы с немецкими захватчиками приказом НКО СССР № 0340 от 27 октября 1944 года 873-й штурмовой авиационный полк был преобразован в 188-й гвардейский. 231-я штурмовая авиационная дивизия стала 12-й гвардейской, а 2-й штурмовой авиационный корпус — 3-м гвардейским.
С конца октября 1944 года гвардии старший лейтенант П. М. Потапов участвовал в Будапештской операции. 6 января 1945 года в бою за город Будапешт группа Ил-2 под командованием Потапова оказывала воздушную поддержку наземным войскам, штурмовавшим юго-восточную часть города. Штурмовики были обстреляны с земли зенитной батареей, расположенной на берегу Дуная. Выполнив левый разворот, Пётр Матвеевич начал выполнять манёвр для атаки огневой точки противника, но попал под плотный зенитный огонь. Его самолёт был подбит и загорелся, а сам лётчик был ранен. Горящую машину Пётр Матвеевич направил на вражескую зенитную батарею, огненным тараном уничтожив орудия вместе с расчётами. Всего к моменту гибели он совершил 146 боевых вылетов. Звание Героя Советского Союза было присвоено старшему лейтенанту Потапову Петру Матвеевичу указом Президиума Верховного Совета СССР от 15 мая 1946 года.

## Награды
- Медаль «Золотая Звезда» (15.05.1946);
- орден Ленина (15.05.1946, посмертно);
- орден Красного Знамени (05.07.1944);
- орден Отечественной войны 1-й степени (06.10.1943);
- орден Красной Звезды (24.07.1943).

## Память
- Мемориальная доска в честь Героя Советского Союза П. М. Потапова установлена в городе Самаре по адресу: ул. Потапова, 78.
- Именем Героя Советского Союза П. М. Потапова названы улицы в городе Самаре и селе Обшаровка.

## Документы
- Общедоступный электронный банк документов «Подвиг Народа в Великой Отечественной войне 1941—1945 гг.» Дата обращения: 21 февраля 2013. Архивировано из оригинала 13 марта 2012 года.

Представление к званию Героя Советского Союза. Дата обращения: 21 февраля 2013. Архивировано 18 марта 2013 года.
Орден Красного Знамени (наградной лист и приказ о награждении). Дата обращения: 21 февраля 2013. Архивировано 18 марта 2013 года.
Орден Отечественной войны 1-й степени (наградной лист и приказ о награждении). Дата обращения: 21 февраля 2013. Архивировано 18 марта 2013 года.
Орден Красной Звезды (наградной лист и приказ о награждении). Дата обращения: 21 февраля 2013. Архивировано 18 марта 2013 года.
- Обобщенный банк данных «Мемориал». Дата обращения: 21 февраля 2013. Архивировано из оригинала 10 мая 2012 года.

ЦАМО, ф. 33, оп. 11458, д. 713.
ЦАМО, ф. 33, оп. 11458, д. 647.